# Holger Dexne
Holger Dexne (* 6. Februar 1975 in Hannover) ist ein deutscher Schauspieler.

## Leben
Dexne studierte von 1995 bis 1999 Schauspiel an der Hochschule für Musik, Theater und Medien Hannover. Die folgenden Jahre war er Ensemblemitglied am Mainfranken Theater Würzburg und am Landestheater Coburg. 2003 spielte er den Fußballspieler Horst Eckel im Film Das Wunder von Bern. Seit 2004 lebt er in Hamburg. Seit 2010 spielt er in diversen Städten das Solostück Caveman. 2011 verkörperte er in der Weltpremiere des Musicals Hinterm Horizont den Stasi Patschinsky, ebenso in der Hamburgpremiere des Musicals 2016.
Holger Dexne ist der jüngere Bruder des Fernsehjournalisten Christian Dexne.

## Filmographie (Auswahl)
- 2003: Das Wunder von Bern
- 2006: Freunde für immer - Das Leben ist rund (Fernsehserie, 7 Folgen)
- 2007: Tatort: Das namenlose Mädchen
- 2007: Beim nächsten Kind wird alles anders
- 2013: Großstadtrevier (Fernsehserie, 1 Folge)
- 2018: Morden im Norden (Fernsehserie, Der letzte Kuss)